# Jószomszédok
A Jószomszédok (eredeti cím: The Neighborhood) 2018-tól vetített amerikai szitkom, amelyet Jim Reynolds alkotott. A főbb szerepekben Cedric the Entertainer, Max Greenfield, Tichina Arnold, Beth Behrs, Sheaun McKinney, Marcel Spears és Hank Greenspan látható.
Amerikában 2018. október 1-én a CBS, míg Magyarországon a Comedy Central mutatta be 2021. október 4-én.
2025. márciusában berendelték a sorozat nyolcadik, egyben utolsó évadát.

## Cselekmény
Közép-Nyugat legbarátságosabb embere és családja Los Angelesben költöznek. A szomszédok Calvin viszont nem örül ennek.

## Szereplők
| Színész                | Szereplő          | Magyar hang                                           | Leírás                                                                       |
| ---------------------- | ----------------- | ----------------------------------------------------- | ---------------------------------------------------------------------------- |
| Cedric the Entertainer | Calvin Butler     | Háda János                                            | Tina férje, Malcolm és Marty apja.                                           |
| Max Greenfield         | Dave Johnson      | Posta Victor                                          | Gemma férje és Grover apja.                                                  |
| Tichina Arnold         | Tina Butler       | Bognár Gyöngyvér (1-4. évad) Peller Anna (5. évadtól) | Calvin felesége, Malcolm és Marty anyja.                                     |
| Beth Behrs             | Gemma Johnson     | Haffner Anikó                                         | Dave felesége és Grover anyja.                                               |
| Sheaun McKinney        | Malcolm Butler    | Renácz Zoltán                                         | Calvin és Tina legidősebb fia.                                               |
| Marcel Spears          | Marty Butler      | Timon Barnabás                                        | Calvin és Tina fiatalabb fia.                                                |
| Hank Greenspan         | Grover Johnson    | Gáll Dávid                                            | Dave és Gemma fia.                                                           |
| Skye Townsend          | Courtney Pridgeon | Laurinyecz Réka                                       | Marty kollégája a Dinamóházban, akit egyéjszakás kalandja során teherbe ejt. |

### Magyar változat
A szinkront a Labor Film szinkronstúdió (1-6. évad), majd a Mafilm Audio Kft. (7. évad) készítette.
- Bemondó: Juhász Zoltán (1-6. évad), Orosz Gergely (7. évad)
- Magyar szöveg: Laki Mihály
- Hangmérnök: Hegyessy Ákos, Papp Zoltán István (1-6. évad), Kardos Péter (7. évad)
- Vágó: Hegyessy Ákos, Papp Zoltán István, Simkóné Varga Erzsébet (7. évad)
- Gyártásvezető: Molnár Magdolna (1-6. évad) Hódos Edina (7. évad)
- Szinkronrendező: Gaál Erika (1-6. évad) Vadász Bea (7. évad)
- Produkciós vezető: Legény Judit (1-6. évad), Várkonyi Krisztina (7. évad)
- További magyar hangok: Dózsa Zoltán, Szrna Krisztián, Maday Gábor, Orosz Gergely,  Petridisz Hrisztosz, Erdős Borcsa, Bartók László, Laudon Andrea, Bessenyei Emma, Lamboni Anna, Dézsy Szabó Gábor (McKlasky), Rátonyi Hajni, Bor László, Oroszi Tamás, Fehér Péter, Várkonyi András, Seder Gábor, Fehérváry Márton

## Évados áttekintés
| Évad | Évad | Epizódok | Eredeti sugárzás     | Eredeti sugárzás  | Eredeti adó          | Magyar sugárzás      | Magyar sugárzás   | Magyar adó |
| Évad | Évad | Epizódok | Évadpremier          | Évadfinálé        | Eredeti adó          | Évadpremier          | Évadfinálé        | Magyar adó |
| ---- | ---- | -------- | -------------------- | ----------------- | -------------------- | -------------------- | ----------------- | ---------- |
|      | 1    | 21       | 2018. október 1.     | 2019. április 22. |                      | 2021. október 4.     | 2021. október 29. |            |
|      | 2    | 22       | 2019. szeptember 23. | 2020. május 4.    | 2021. november 1.    | 2021. november 30.   |                   |            |
|      | 3    | 18       | 2020. november 16.   | 2021. május 17.   | 2022. január 31.     | 2022. február 23.    |                   |            |
|      | 4    | 22       | 2021. szeptember 20. | 2022. május 23.   | 2022. június 6.      | 2022. június 21.     |                   |            |
|      | 5    | 22       | 2022. szeptember 19. | 2023. május 22.   | 2023. augusztus 14.  | 2023. szeptember 12. |                   |            |
|      | 6    | 10       | 2024. február 12.    | 2024. május 6.    | 2024. szeptember 15. | 2024. október 13.    |                   |            |
|      | 7    | 20       | 2024. október 21.    | 2025. május 5.    | 2025. augusztus 17.  | 2025. október 19.    |                   |            |
|      | 8    |          | 2025. október 13.    | 2026.             |                      |                      |                   |            |